# Musée maritime fluvial et portuaire de Rouen
Het Musée maritime fluvial et portuaire de Rouen is een museum in de Franse havenstad Rouen. Het maritiem museum behandelt de geschiedenis van de scheepvaart en de lokale haven.

## Het museum
De hoofdthema's van het museum zijn:
- de geschiedenis van de haven met aandacht voor de verwoestingen tijdens de Tweede Wereldoorlog
- de infrastructuur van de haven en de werken stroomafwaarts van Rouen
- de grote zeilschepen van Rouen, met een zaal over de schepen die nikkel vervoerden tussen Nieuw-Caledonië en Frankrijk
- de koopvaardij, met vele modellen van vrachtschepen
- de binnenvaart, een presentatie in het ruim van het binnenschip Pompon Rouge
- de scheepsbouw
- de walvisvaart, met onder andere een walvisskelet
- de geschiedenis van de onderzeeboot, met een replica van de binnenkant van Robert Fultons Nautilus

Onder de tentoongestelde voorwerpen zijn binnenschip- en trawlermotors, een mistbelboei, die vroeger in de monding van de Risle lag, een duikpak en de replica van een marconistencabine van een schip uit 1960.
Het walvisskelet (in bruikleen van het museum d'histoire naturelle de Rouen) wordt in het midden van het museum tentoongesteld. Het is een gewone vinvis, die 7 jaren oud was toen hij op het strand aanspoelde en stierf.
Het 38 meter lange binnenschip, de Pompon Rouge, kan in het hof van het museum bezichtigd worden. Het scheepsruim is ingericht als permanente tentoonstelling over de binnenvaart met onder meer een model van een schutsluis.
Tevens zijn er regelmatig thematentoonstellingen over verschillende onderwerpen bijvoorbeeld de zweefbrug van Rouen of de Vikingen.

## Foto's

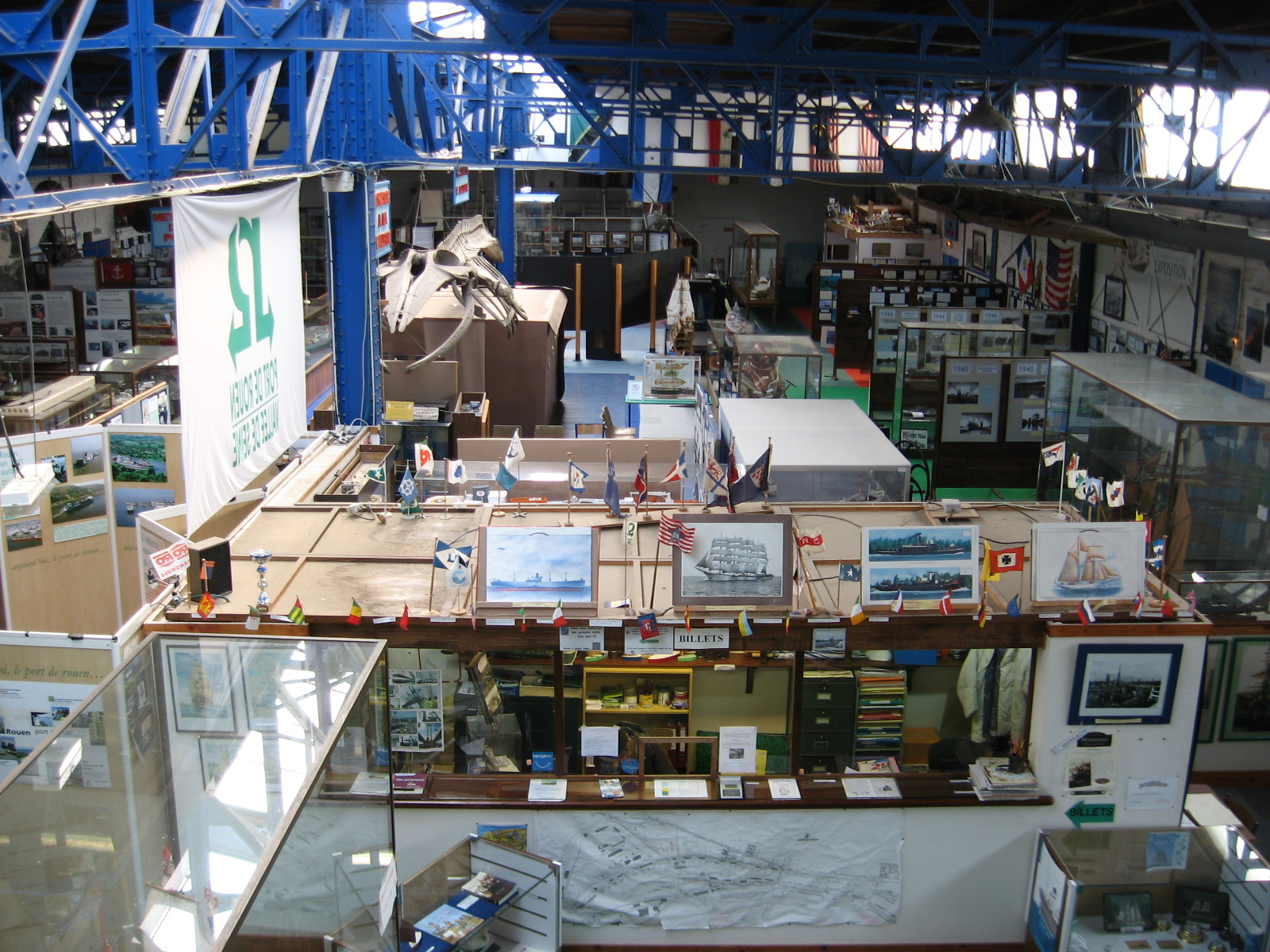
Overzicht van het museum
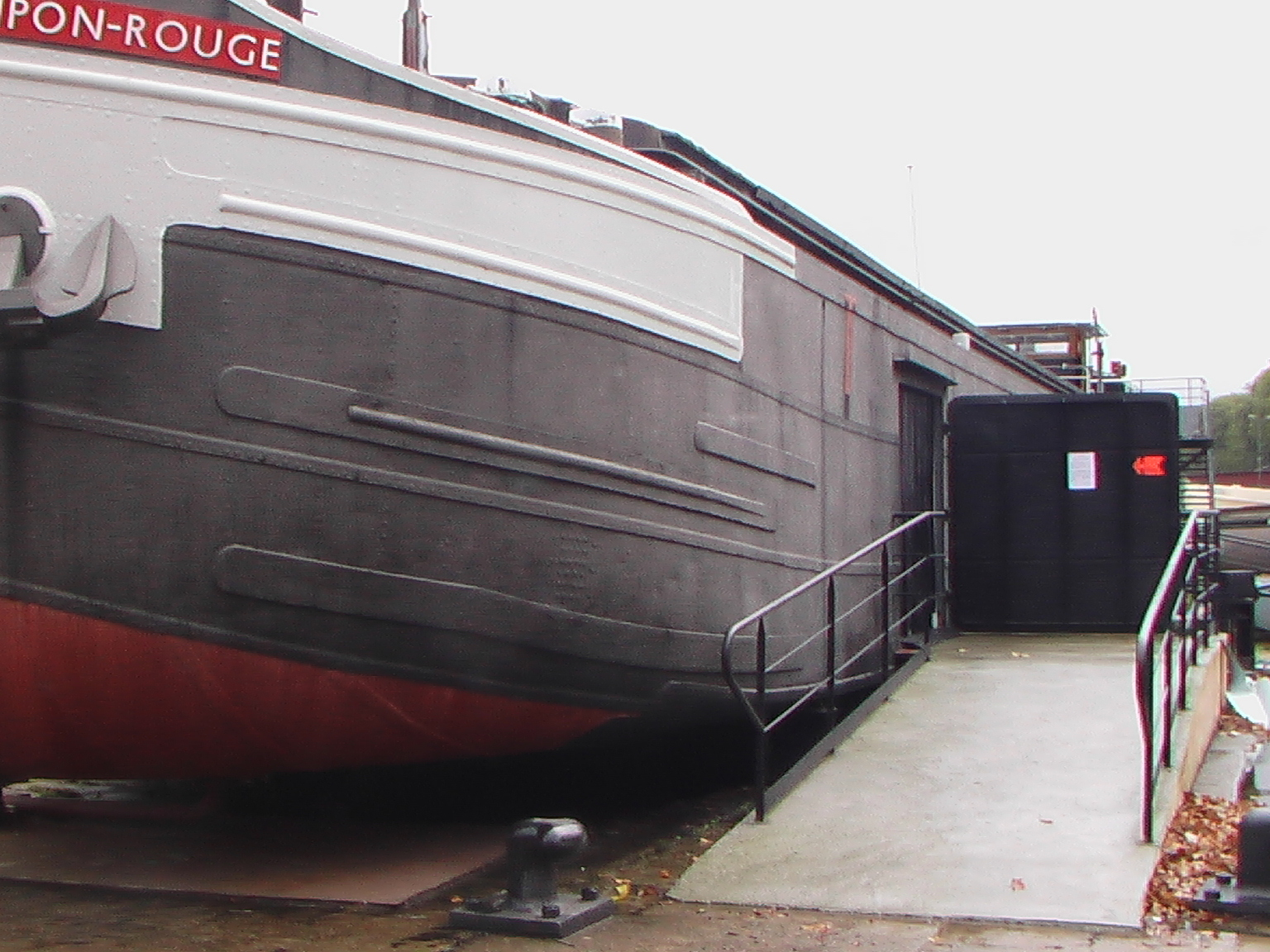
Binnenschip Pompon Rouge, nu tentoonstellingsruimte
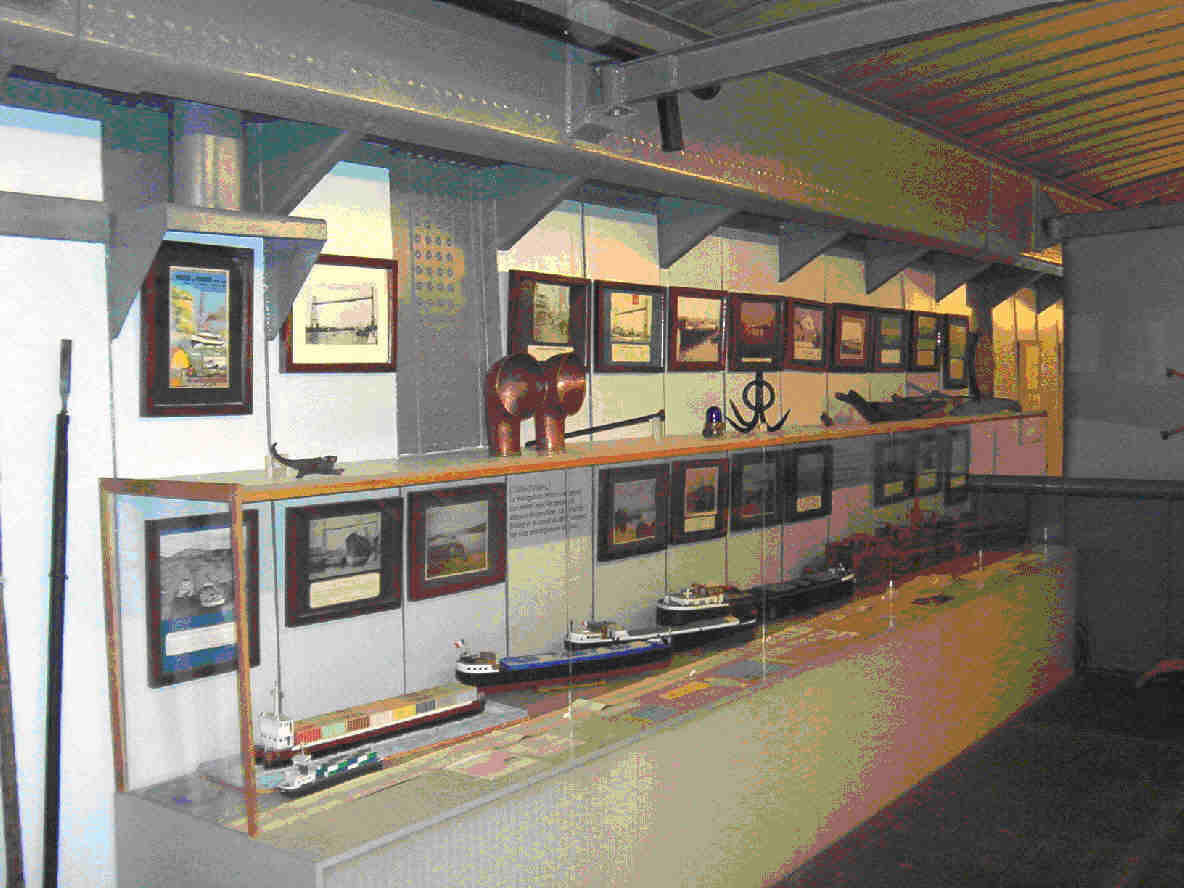
Ruim van de Pompon Rouge, met tentoonstelling over de binnenscheepvaart
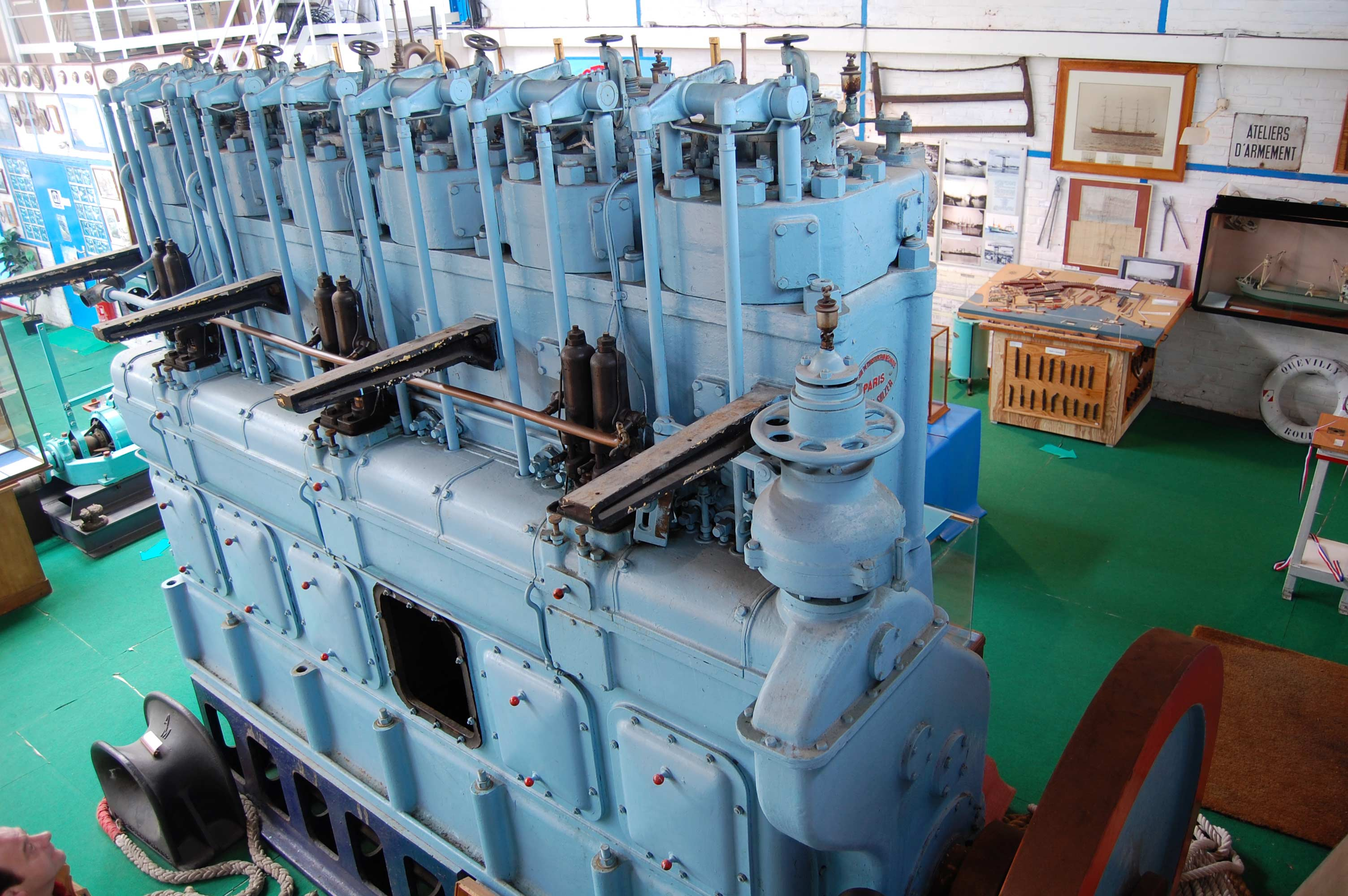
Sulzer trawlermotor uit (1937)
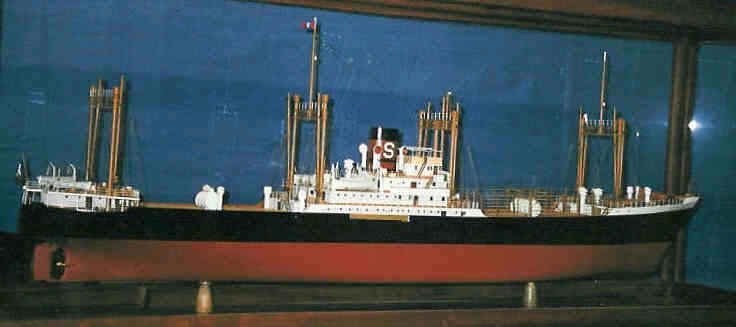
Model Marie-Louise Schiaffino, die in het verleden vaak bij loods 13 aanlegde
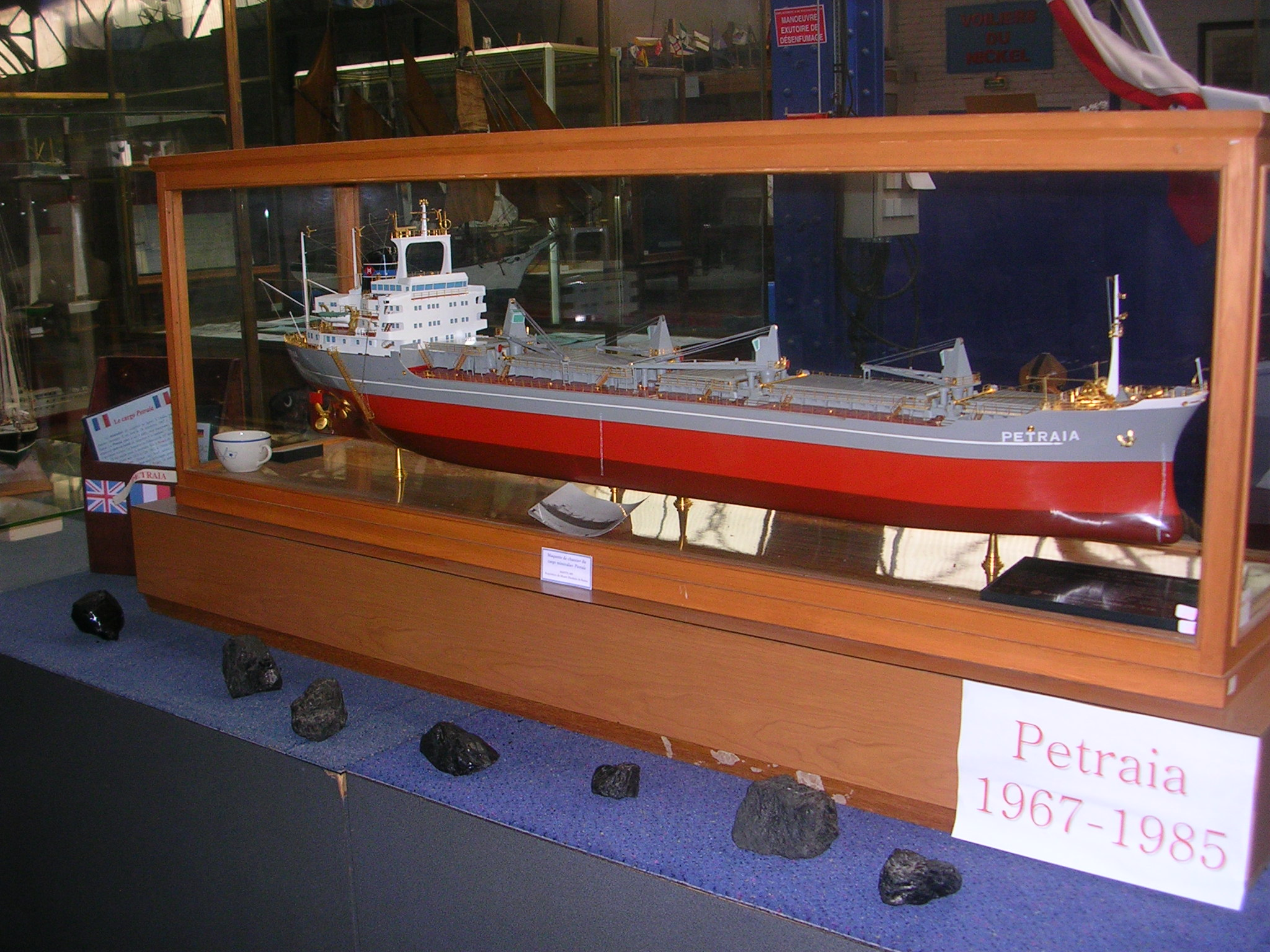
Model van de Petraia, een schip dat hier vroeger dikwijls aanlegde
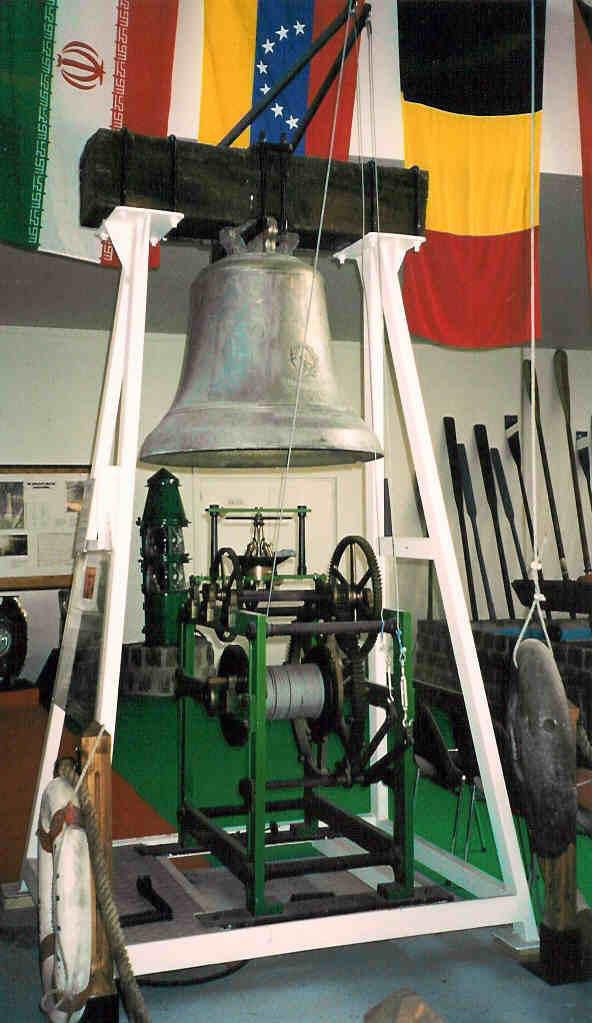
Mistbelboei, die vroeger in de monding van de Risle lag
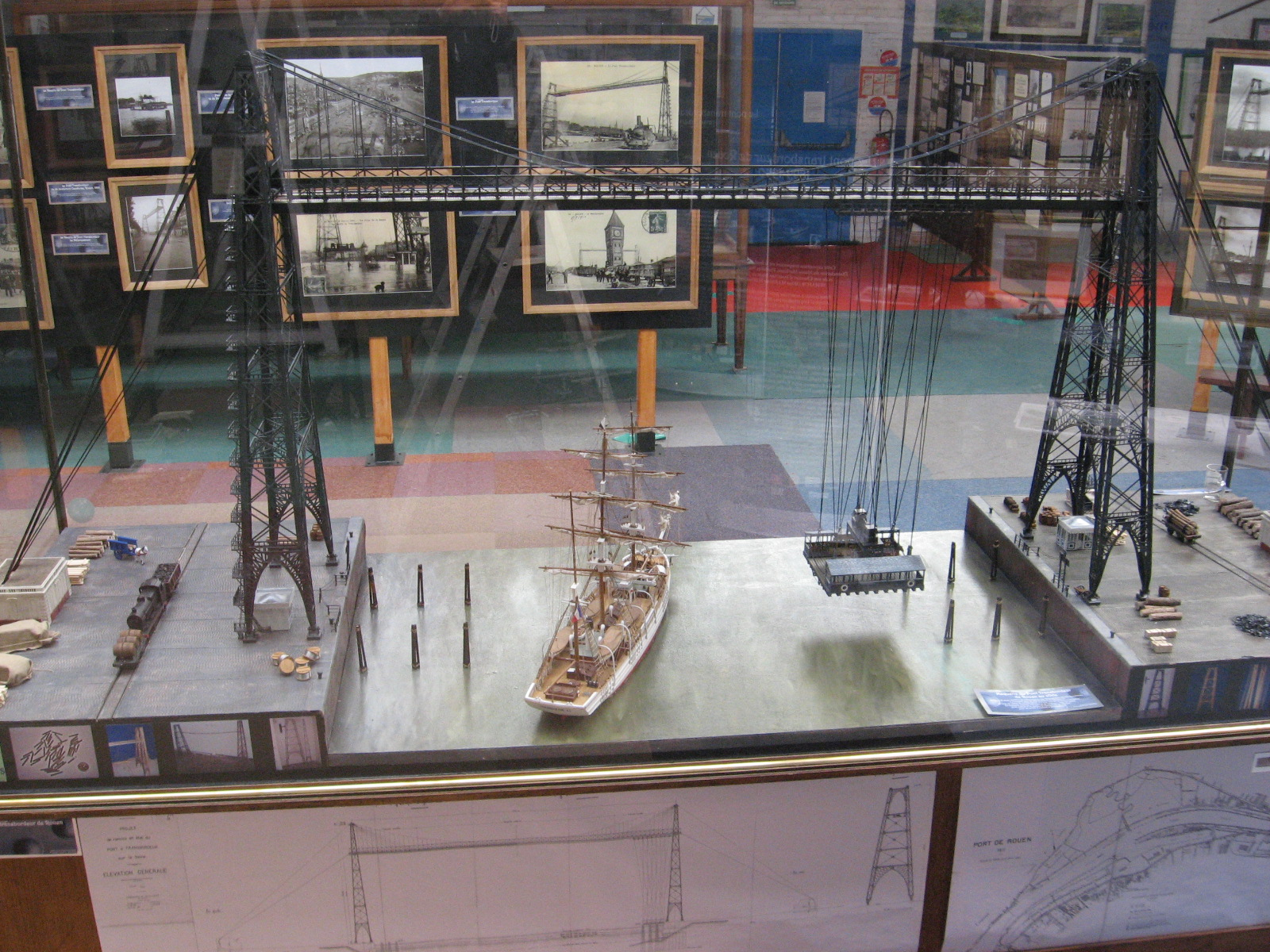
Model van de zweefbrug van Rouen
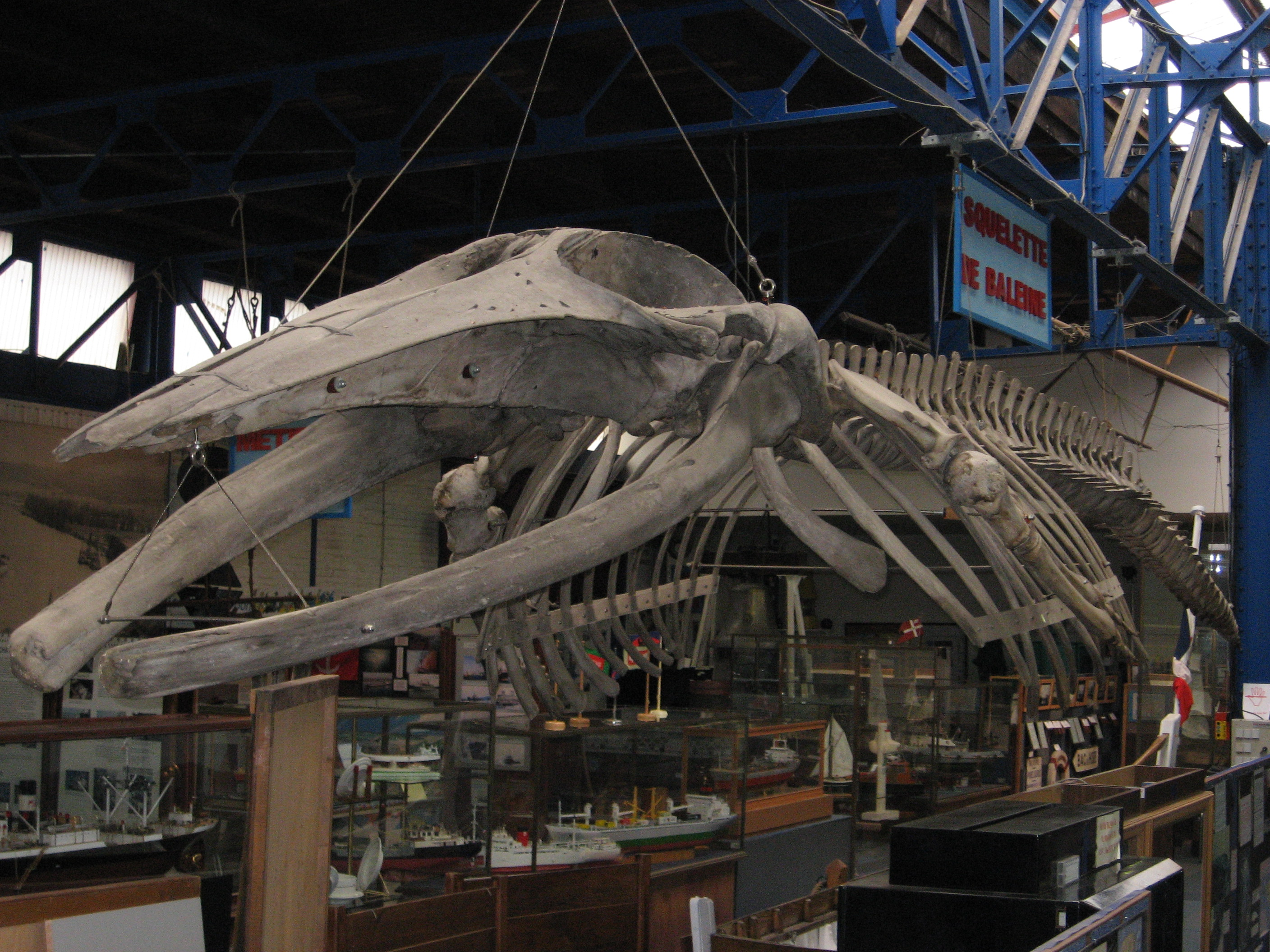
Walvisskelet
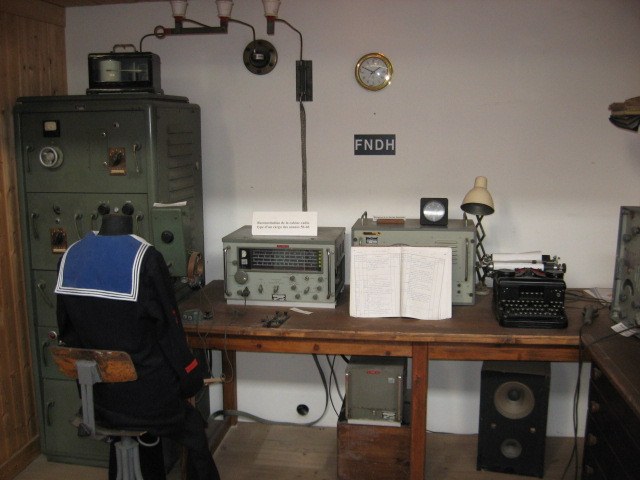
Radiohut van een schip in de jaren 1960
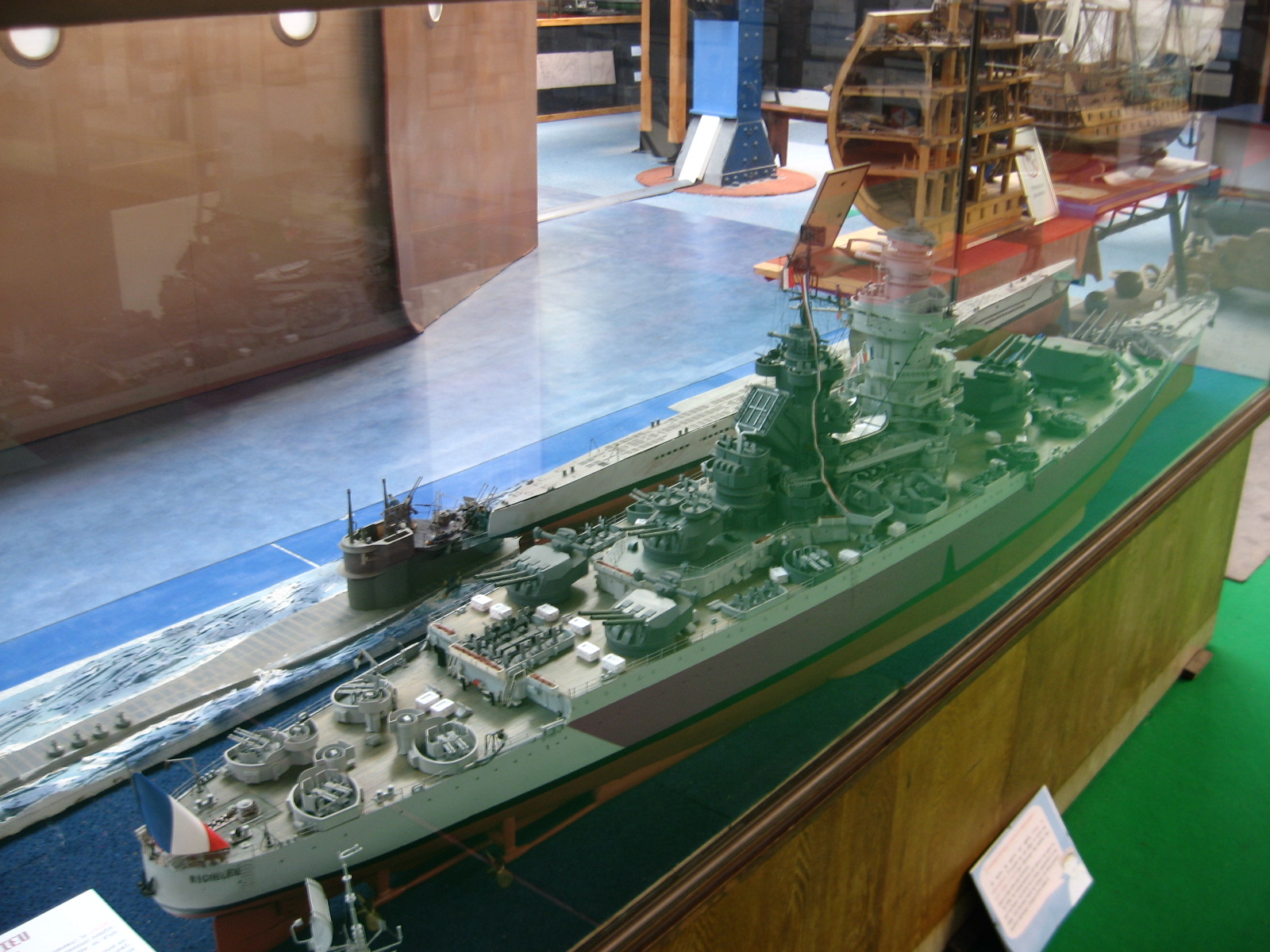
Model van het slagschip Richelieu
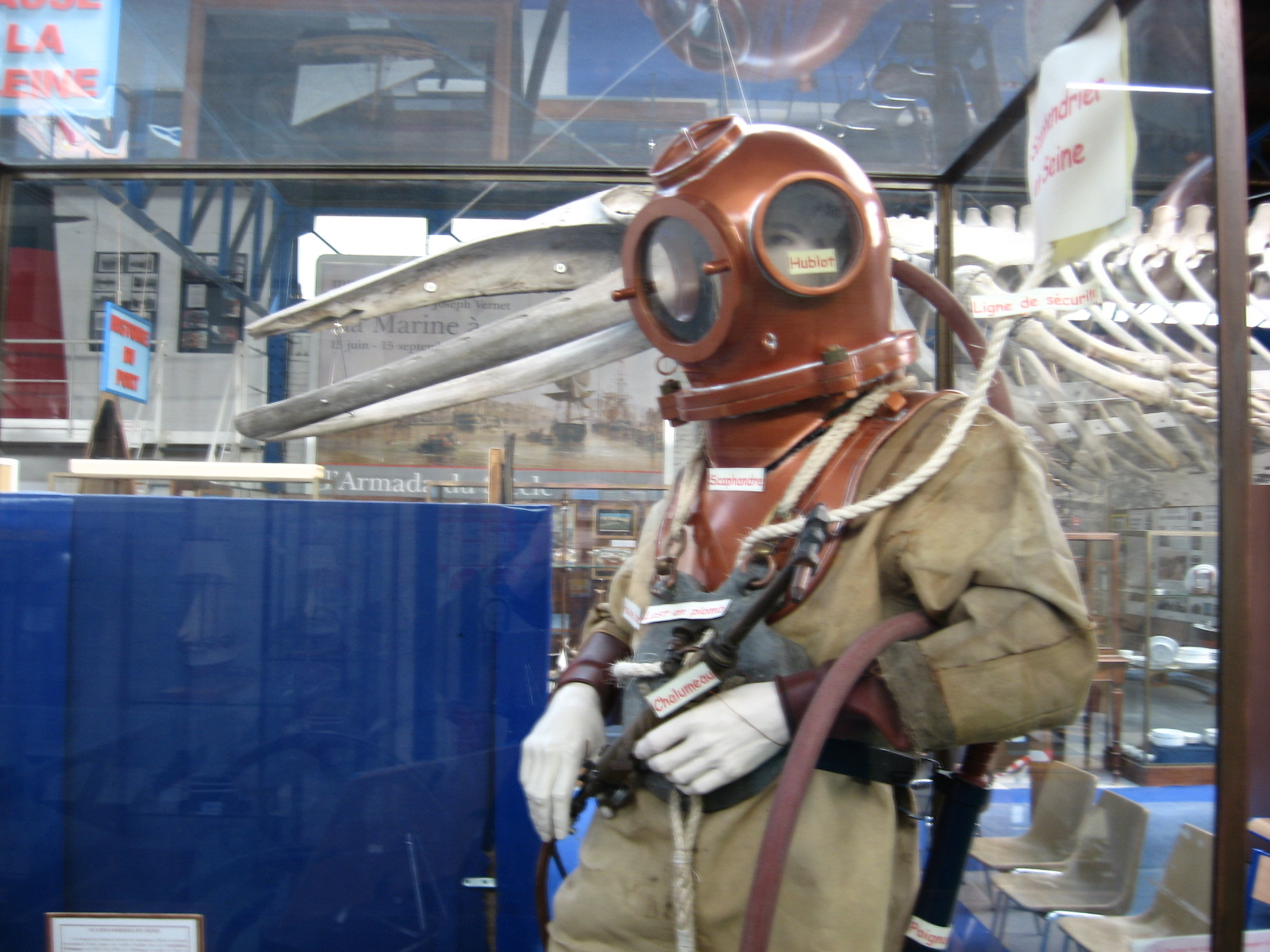
Duikpak

## Het gebouw van het museum

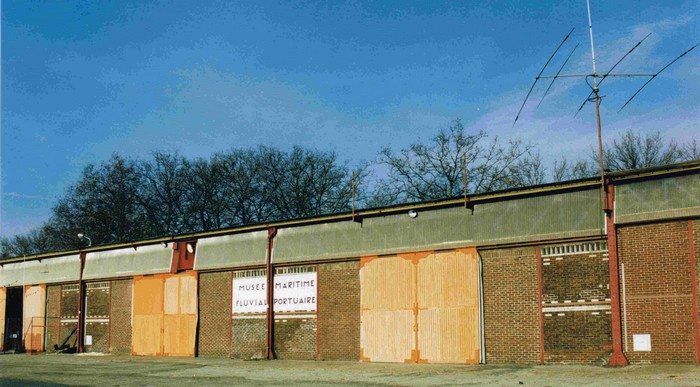
Loods 13, het museumgebouw

Het museum bevindt zich in een voormalige loods in de haven, niet ver van de nieuwe Gustave Flaubert brug. Deze loods 13 werd in het jaar 1926 gebouwd en heette "Hangar M" tot het jaar 1966. Het gebouw diende als bedrijfspand voor de opslag van wijn van de Schiaffino Compagnie die voer op Noord-Afrika.